# District de Nishitama
Le district de Nishitama (西多摩郡, Nishitama-gun) est un district de la métropole de Tokyo. Il couvre 375,96 km2 et totalise 58 640 habitants au 1er octobre 2009 (soit à peine 0,45 % de la population de la préfecture sur 17,2 % de son territoire, et une densité de 156 hab./km2).

## Municipalités du district

### Municipalités actuelles
Le district englobe quatre municipalités :
- trois bourgs
  - Hinode
  - Mizuho
  - Okutama
- un village
  - Hinohara

### Anciennes municipalités
- Akita (1955-1972)
- Fussa (1878-1970)
- Hamura (1878-1991)
- Itsukaichi (1878-1995)
- Ōme (1878-1951)

## Histoire
Les villes d'Ōme, Fussa, Hamura et Akiruno ont été créées à partir d'une ou plusieurs anciennes communes du district.